# NGC 6151
NGC 6151 — группа звёзд в созвездии Райская Птица.
Этот объект входит в число перечисленных в оригинальной редакции «Нового общего каталога».